# Canal de la Marne au Rhin

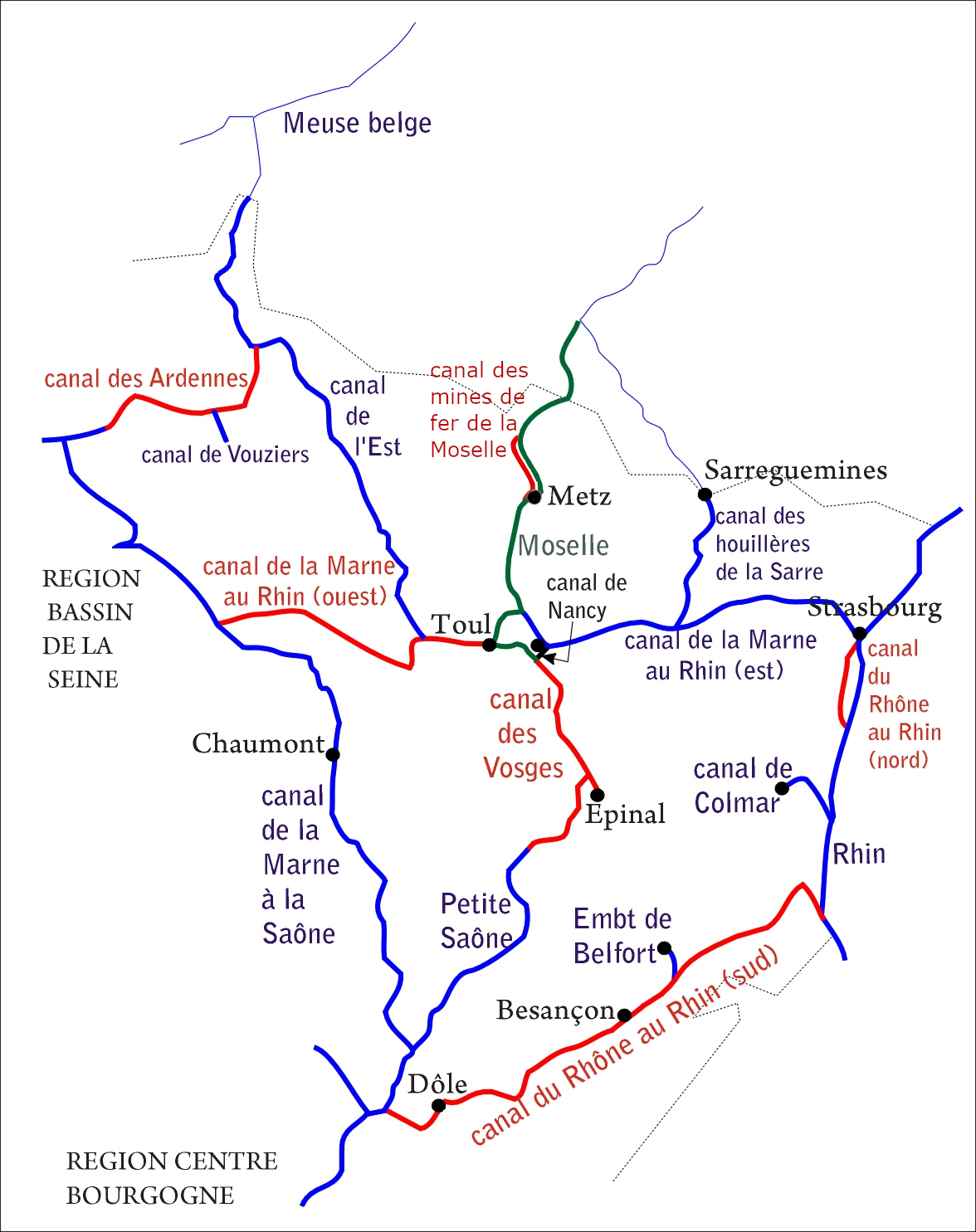
Canal de la Marne au Rhin au sein du réseau des voies navigables de l'Est de la France.

Le canal de la Marne au Rhin, long de 314 km et 178 écluses à l'origine, relie la Marne (à Vitry-le-François) au Rhin (à Strasbourg). Par le canal latéral de la Marne, il est connecté au réseau navigable de la Seine vers l'Île-de-France et la Normandie.

## Historique

### Construction
Les premiers projets de construction remontent aux années 1780, mais la mise à l'étude du canal fut réalisée par l'ingénieur des ponts et chaussées Barnabé Brisson à partir de 1826. Les travaux furent menés par l'ingénieur polytechnicien Charles-Étienne Collignon (1802-1885). Commencé en 1838, le canal fut mis en service en 1853. La traction humaine et animale fait place à la traction électrique à partir de 1895, sur rails ou sur route, et sur pneumatiques à partir de 1933, avant la généralisation des chalands automoteurs.

### Modernisations successives
Ce canal a joué le rôle de colonne vertébrale dans l’essor de l’industrie en Lorraine en général et à Nancy en particulier. 
En plus de 150 ans, le canal de la Marne au Rhin a été transformé, amélioré et modernisé. Après la guerre de 1870 et la perte de l'Alsace et de la Moselle, il a fallu assurer les ressources en eau, en diminution avec la perte des étangs de Gondrexange, du Stock, de Réchicourt, et de la prise d'eau dans la Sarre ; l'étang de Parroy fut ainsi construit. Des escaliers d'écluses ont été remplacés par une écluse de haute chute (accès à la Moselle à Frouard, Saverne), des écluses ont été doublées, vers 1930, là où le trafic le nécessitait : à Foug, et de Jarville à Varangéville ; le pont-canal de Liverdun et celui de la Madeleine ont été élargis pour permettre la navigation à double sens, des sections sinueuses ont été abandonnées au profit de tracés plus directs, les écluses du versant Meurthe de Réchicourt jusque Dombasle (bief 23 dans lequel débouche la prise d'eau dans la Meurthe) ont été équipées dans les années 1950 de pompes électriques pour remonter l'eau de bief en bief. Sur les secteurs les plus fréquentés, les écluses ont été mécanisées puis automatisées par le système de la société Saxby, dès la fin de l'année 1977. De 2004 à 2008, quatre écluses du versant Meurthe, situées entre Lagarde et Bauzemont, ont servi de site test pour la mise au point de nouveaux systèmes d'automatisation, permettant notamment un contrôle des phases de l'éclusage depuis un terminal électronique embarqué sur le bateau.
Dans les années 1960, le mouillage a été porté à 2,60 mètres pour permettre un enfoncement à 2,20 mètres des bateaux, travaux inscrits aux IIIe, IVe et Ve « Plans de Modernisation et d’Équipement », s'échelonnant entre 1958 et 1970. Cette augmentation du mouillage de 40 centimètres s'est faite de plusieurs façons. La plus fréquente : élévation du niveau du plan d'eau par rehaussement des digues, des bajoyers et des portes d'écluses, ainsi que des ponts ; ces travaux peuvent être menés sans arrêter la navigation. Une autre technique d’augmentation du mouillage utilisait l'abaissement du plafond. L'exécution d'importants travaux de terrassements ne peut se faire que très rarement en eau, car ils détruisent l'étanchéité de la cuvette (corroie d'argile sur plafond et berges) ; les ponts ne sont pas modifiés, par contre les travaux d'abaissement du radier des écluses, de modifications des aqueducs et siphons passant sous le canal nécessitent des démolitions et reprises en sous œuvre délicates, exécutées en période de chômage : cette méthode n'est adoptée qu'en cas de force majeure, dans les biefs où l'on ne peut pas modifier l'altitude du plan d'eau (débouché de rigole alimentaire, aménagement trop coûteux de ponts, traversée à niveau de rivières. La méthode mixte, qui rassemble les inconvénients des deux précédentes, n'est utilisée qu'exceptionnellement. Par exemple, dans le bief de partage des Vosges, il fallait tenir compte de la présence de nombreux aqueducs ou siphons, le plafond n'a été baissé que de 10 centimètres. Les 30 centimètres restants ont été obtenus par élévation du plan d'eau, qui a entraîné des difficultés pour l'écoulement du débit de la rigole alimentaire de la Sarre.
La trame verte et bleue est un réseau écologique qui vise notamment à préserver et restaurer les continuités écologiques vitales pour permettre à de nombreuses espèces de circuler et de se reproduire et de migrer vers des zones climatiques leur convenant mieux. Le canal de la Marne au Rhin, avec ses berges souvent végétalisées et ses milieux aquatiques ayant fonction d'habitats naturels (ou de substitution), et de corridors biologiques, joue un rôle important pour les espèces rivulaires et pour certaines espèces aquatiques.

## Description

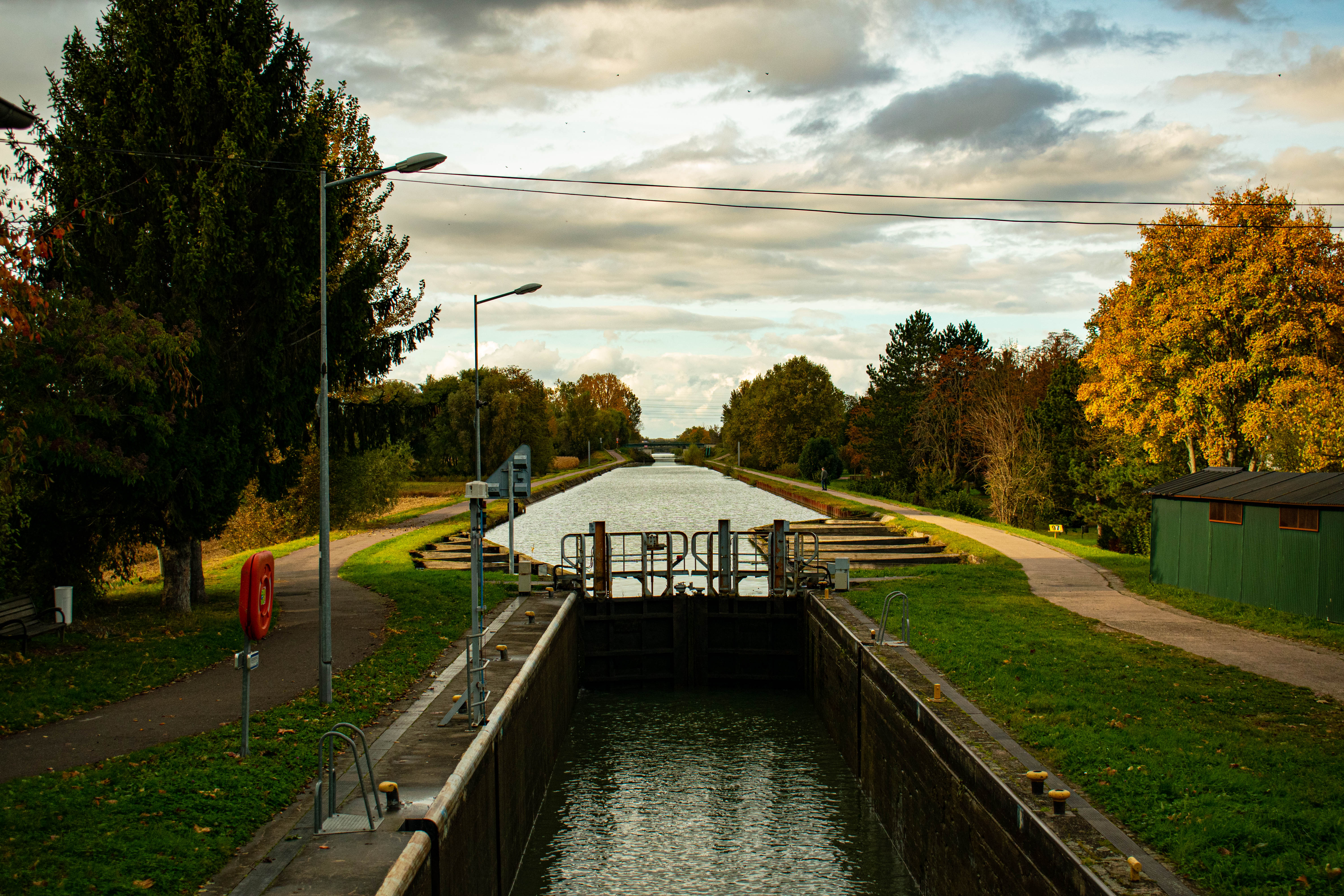
Écluse du canal, à hauteur de Reichstett.

Le canal franchit la ligne des Vosges par la trouée du col de Saverne. À l'origine, le mouillage était de 1,60 m et la longueur des écluses de 34,50 m. Le programme Freycinet (loi du 5 août 1879) le classe en voie de 1re catégorie, son mouillage est alors porté à 2,00 m et les écluses à 38,50 m. En 1895, le mouillage fut porté à 2,20 m (essentiellement par élévation du plan d'eau). Ces dimensions permettent aux bateaux de 1,80 m d'enfoncement de porter 250 à 280 t de marchandises.
Sur tout son parcours, le canal de la Marne au Rhin est rattaché à d'autres voies navigables : nous avons vu le canal de la Marne à la Saône et le latéral à la Marne, il y a aussi le canal de l'Est (branches Nord et Sud), la Moselle et le canal des Houillères de la Sarre, et bien sûr le Rhin. De très nombreux ports se sont implantés au fil des ans sur son tracé, parmi lesquels : Vitry-le-François, Bar-le-Duc, Pagny-sur-Meuse, Nancy, Saint-Phlin (La Madeleine), Varangéville, Dombasle, Héming... et à son extrémité Est : Strasbourg.
L'ouvrage le plus remarquable est le plan incliné de Saint-Louis-Arzviller mis en service en 1969. Il double et remplace 17 écluses rapprochées. Le canal comporte aussi trois tunnels et plusieurs ponts-canaux dont le pont-canal de La Madeleine.
Un autre ouvrage remarquable est l'écluse de haute chute de Réchicourt-le-Château qui, avec 15,70 m est la plus haute écluse de gabarit Freycinet de France, et une des plus hautes tous gabarits confondus. Elle a remplacé, à la même époque que le plan incliné de Saint-Louis-Arzviller, six écluses rapprochées au début du versant de la Moselle.
Comprenant deux biefs de partage, l'un, à Mauvages, entre les bassins de la Marne et de Meuse-Moselle, et un, de Réchicourt à Saint-Louis-Arzviller, entre ce dernier et le bassin du Rhin, il est alimenté par un système complexe. Le premier seuil est alimenté par dérivation de l'Ornain et pompages dans la Meuse (Troussey), la Méholle et la Moselle (Valcourt), et une station de relevage à Vacon. Le second seuil est alimenté par les étangs-réservoirs de Gondrexange et du Stock (35 000 000 m3), eux-mêmes alimentés par la Sarre et ses affluents. Ceci est complété par pompage de bief en bief depuis la Meurthe à Dombasle et par de nombreuses prises d'eau sur les rivières longées ou croisées par le canal : Ornain, Saulx, Moselle, Sarre, Zorn.

## La vallée des éclusiers
En 2007, les communes du pays de Phalsbourg ont créé la "vallée des éclusiers", un projet de cyclotourisme et randonnée pédestre destiné à rappeler l'importance économique et logistique de la trouée de Saverne, et en particulier les prouesses techniques réalisées au XIXe siècle entre Arzviller et Lutzelbourg pour aménager les 17 écluses nécessaires pour passer cet endroit trop incliné.
Entre la sortie du tunnel d'Arzviller et Strasbourg, le chemin de halage est aménagé en parcours cyclable. Il est revêtu sur toute sa longueur et fait partie de l'Eurovélo 5 (EV5 Via Francigena Londres - Rome/Brindisi). À Strasbourg, ce parcours cyclable rejoint la Véloroute Rhin (EV15 Rotterdam - Andermatt). Au sud de Strasbourg, l'EV5 et l'EV15 empruntent toutes deux le chemin de halage du canal du Rhône au Rhin - branche nord, revêtu jusqu'à la hauteur de Rhinau.
Le sentier balisé longe l'ancien et le nouveau canal au pied des falaises du conglomérat du grès vosgien. Entre les deux, il y a la ligne de chemin de fer Paris - Strasbourg, empruntée par les TGV à vitesse réduite jusqu'à la mise en service du second tronçon de la ligne à grande vitesse Est européenne qui traverse les Vosges gréseuses par un nouveau tunnel creusé à hauteur de Ernolsheim, un peu plus au nord, entre l'autoroute A4 et le col de Saverne.
Sur le tronçon de l'ancien canal, la piste cyclable permet d'observer les maisons des éclusiers, dont certaines sont encore habitées et d'autres en ruine. Elles portent un numéro inscrit sur le pignon.
L'ancien canal contraste avec le nouveau par son aspect vétuste, en partie à l'abandon. Les portes des écluses sont mi-ouvertes ou mi-closes, coincées par la rouille. Le fond du canal est envahi par les joncs, les plantes aquatiques et les algues qui profitent d'un écoulement plus ou moins stagnant de l'eau des anciens ruisseaux d'approvisionnement ou du trop plein du nouveau canal plus en amont. Certains tronçons de la piste cyclable ont été aménagés à l'intérieur même du canal asséché par des passerelles métalliques. L'ensemble confère une atmosphère qui veut rappeler un passé industriel révolu.
À la jonction des deux canaux, la piste cyclable s'arrête. Un itinéraire cyclable (en partie sur route) permet de rejoindre Niderviller et Sarrebourg. Le sentier pédestre balisé, GR 532, forme une boucle et repart vers le plan incliné. Il longe le nouveau canal plus large que son prédécesseur et sans écluses intermédiaires. Le sentier de randonnée permet de réaliser la nature des travaux colossaux à l'origine des canaux. Il emprunte deux tunnels sous le canal.

## Exploitation du canal
L'Office national de la navigation de Strasbourg détenait des statistiques de transport relatives au canal de la Marne au Rhin, établies entre 1856 et 1972 au droit de l'écluse no 51 de Schiltigheim.
| Années | Tonnage Ouest - Est | Tonnage Est - Ouest | Totaux    |
| ------ | ------------------- | ------------------- | --------- |
| 1856   | 138 916             | 92 178              | 231 094   |
| 1857   | 123 525             | 72 604              | 196 129   |
| 1858   | 170 800             | 44 452              | 215 252   |
| 1880   | 422 541             | 46 254              | 468 795   |
| 1890   | 515 321             | 42 129              | 557 450   |
| 1900   | 616 123             | 69 440              | 685 563   |
| 1910   | 578 572             | 138 915             | 717 487   |
| 1924   | 362 166             | 170 415             | 532 581   |
| 1950   | 595 975             | 368 734             | 964 709   |
| 1960   | 846 660             | 553 975             | 1 400 635 |
| 1970   | 711 025             | 496 272             | 1 207 297 |
| 1971   | 693 077             | 436 120             | 1 129 197 |
| 1972   | 675 710             | 346 084             | 1 021 794 |

### Graphique de trafics (1856-1972)
| Pour des raisons techniques, il est temporairement impossible d'afficher le graphique qui aurait dû être présenté ici. |

## Le trajet

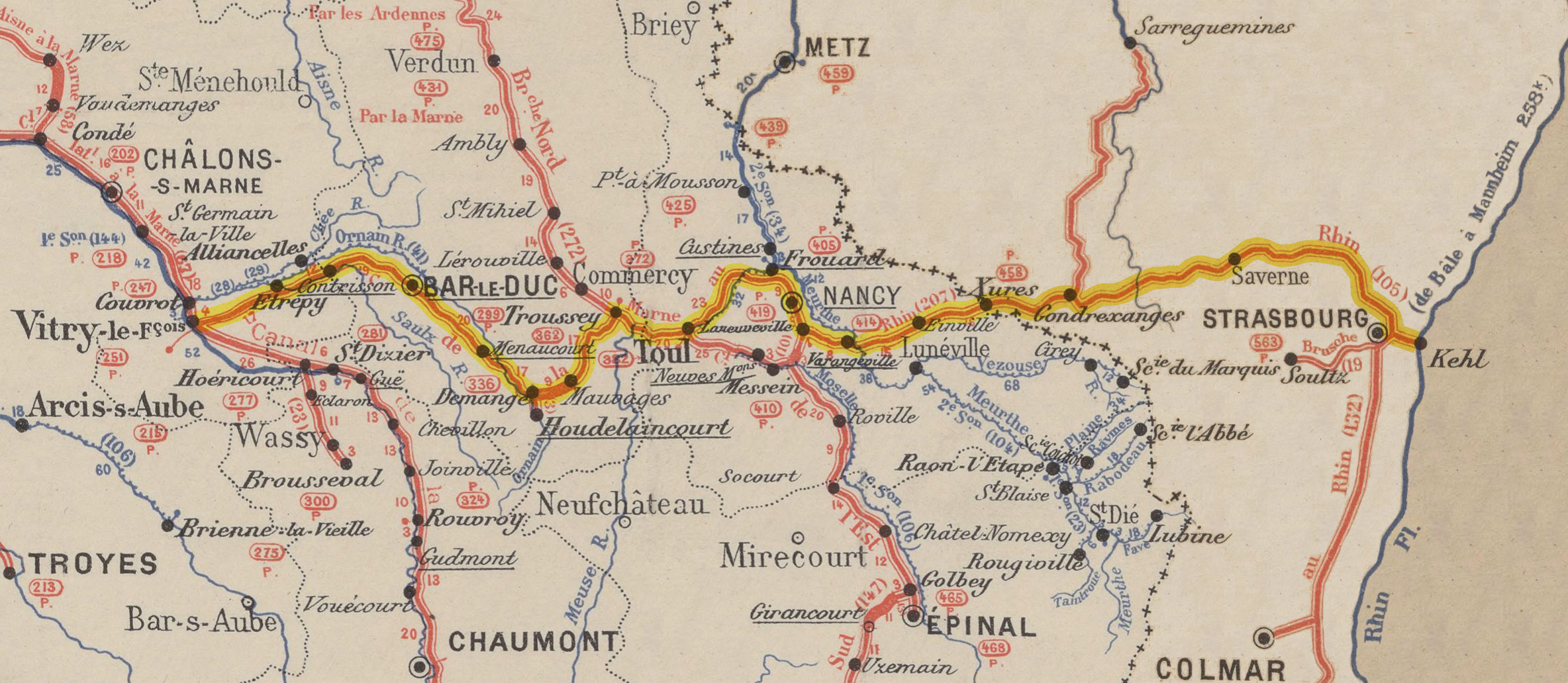
Carte du canal (cliquer sur l'image pour l'agrandir).

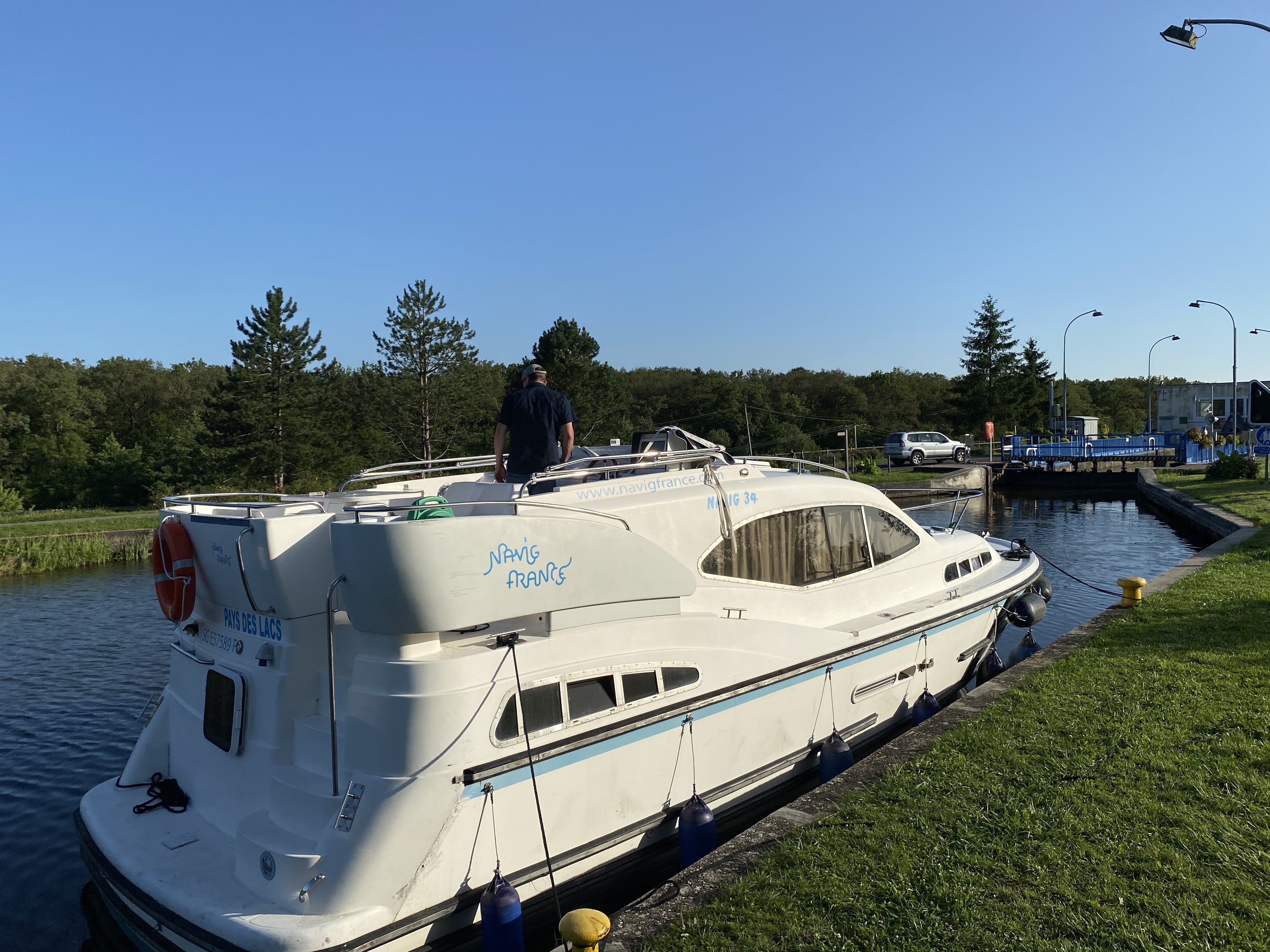
Plaisance sur la canal.

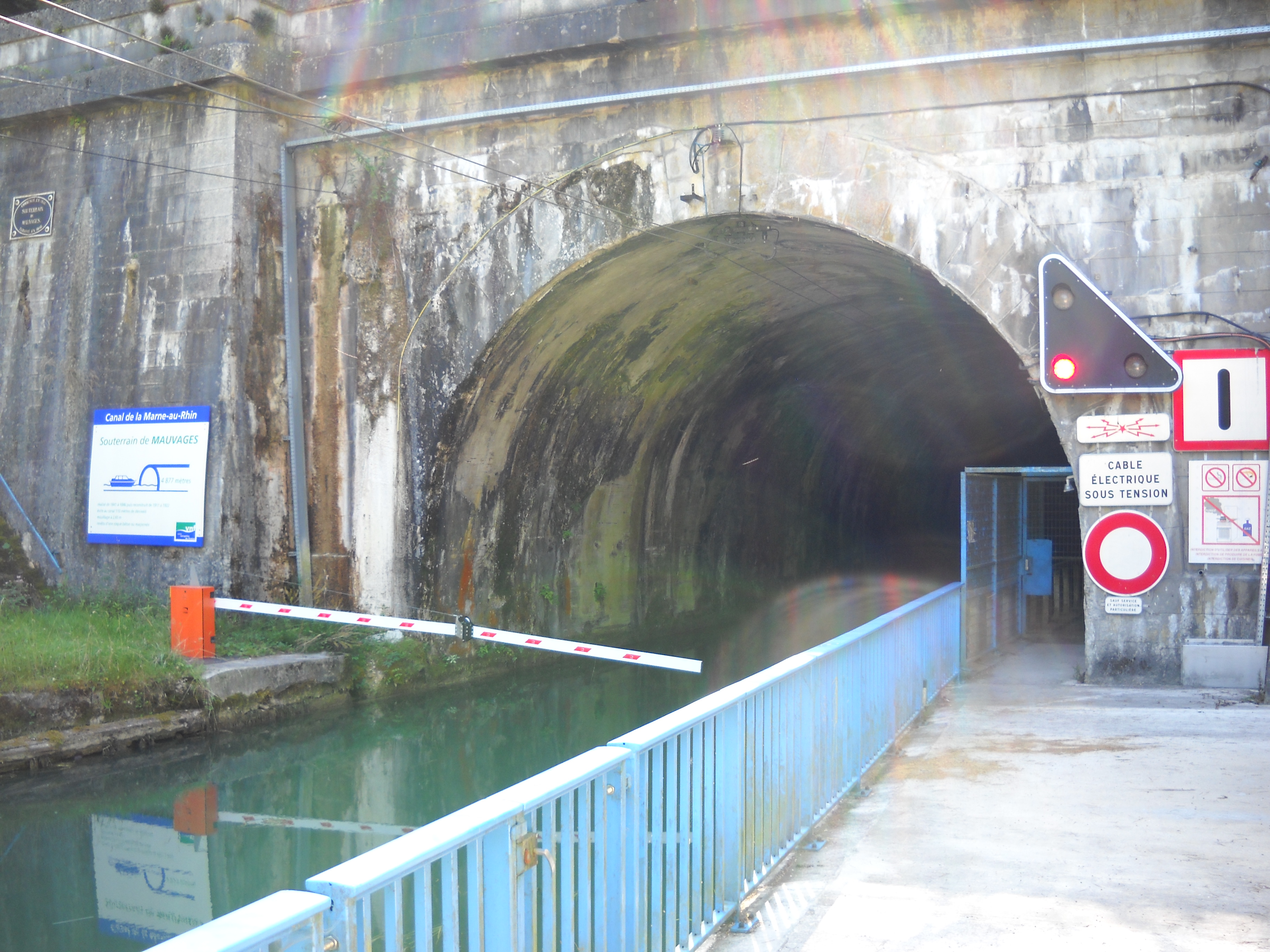
Tunnel de Mauvages.

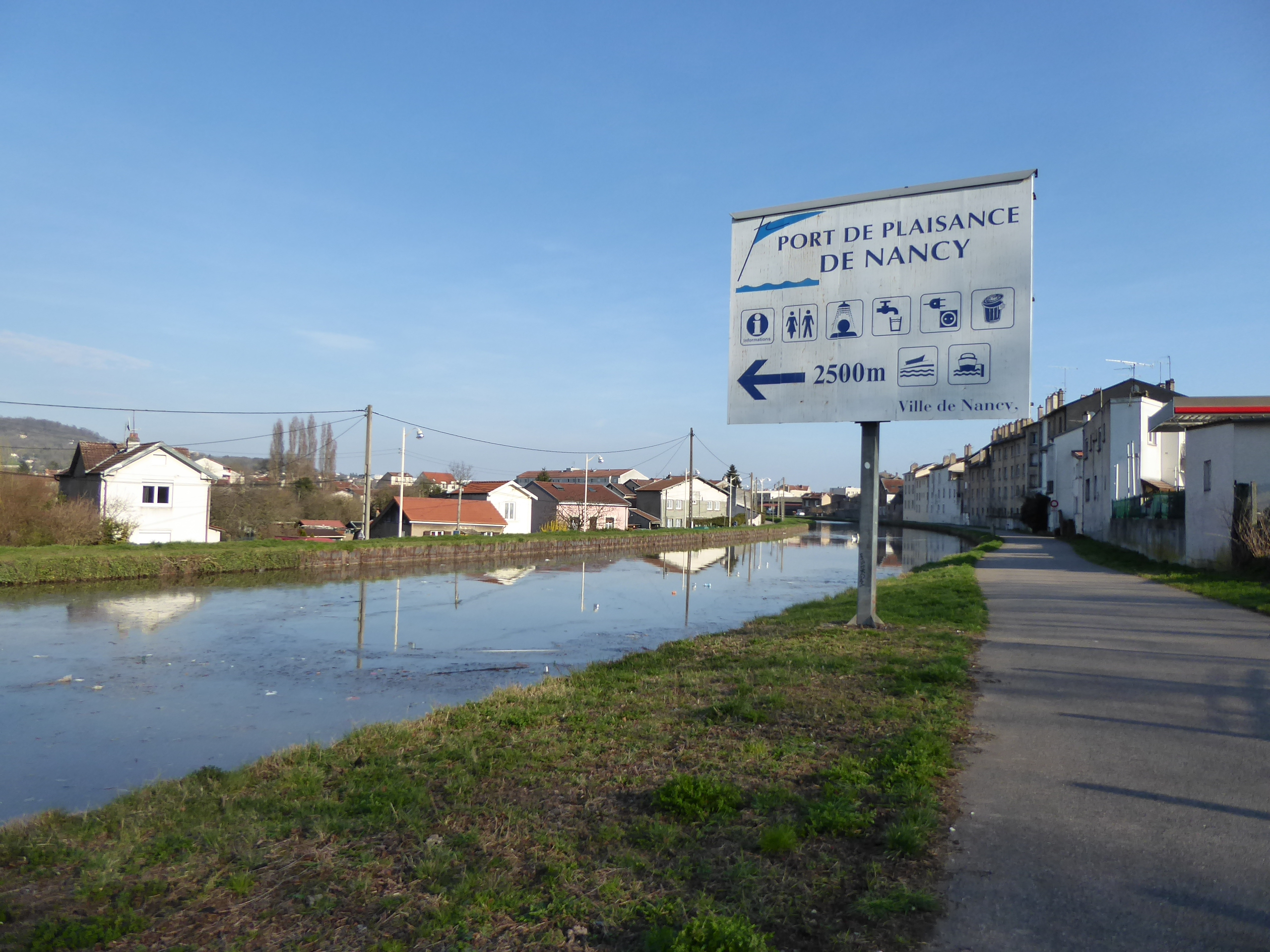
À la limite de Maxéville et Nancy.

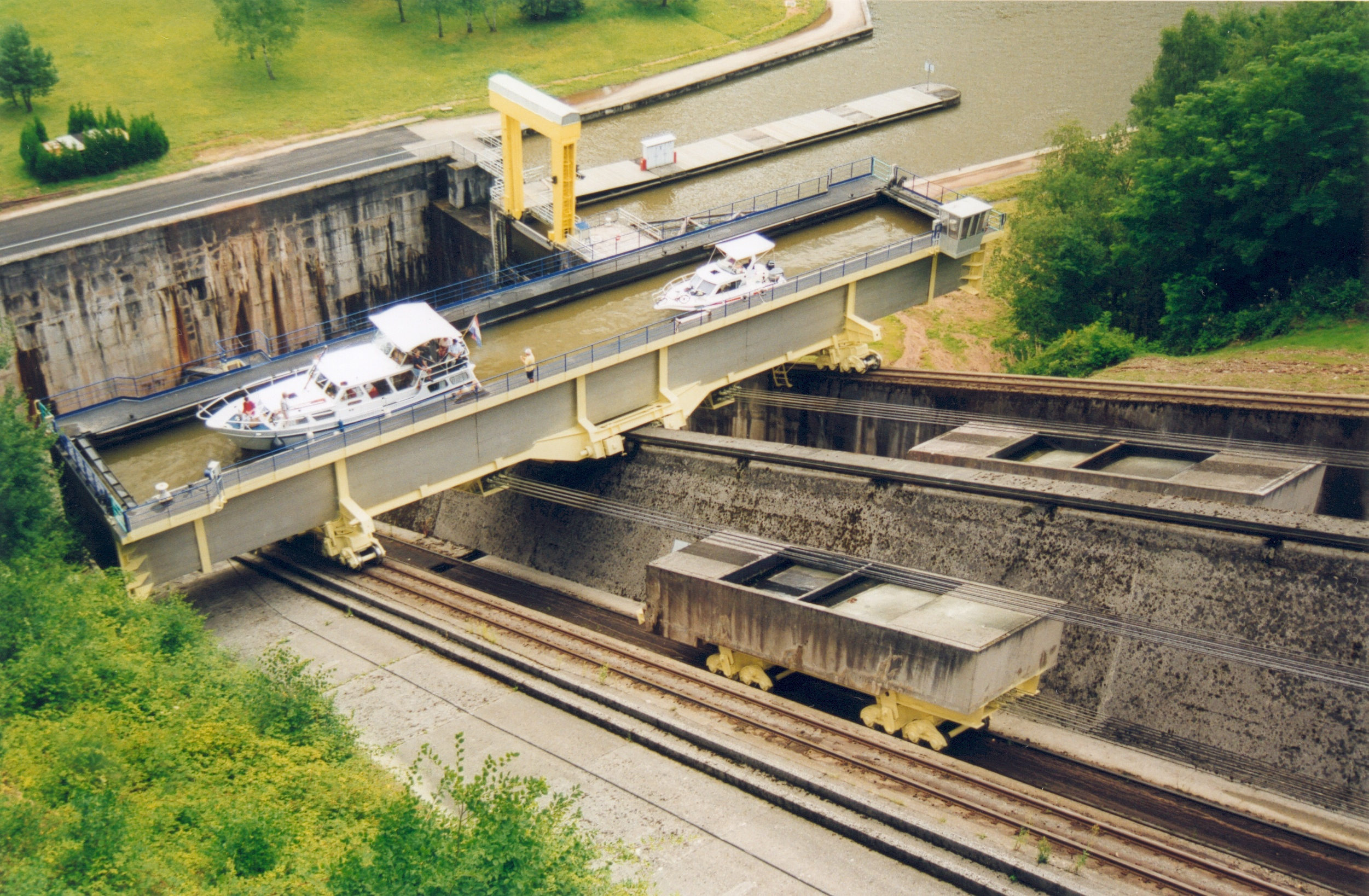
Le plan incliné de Saint-Louis-Arzviller.

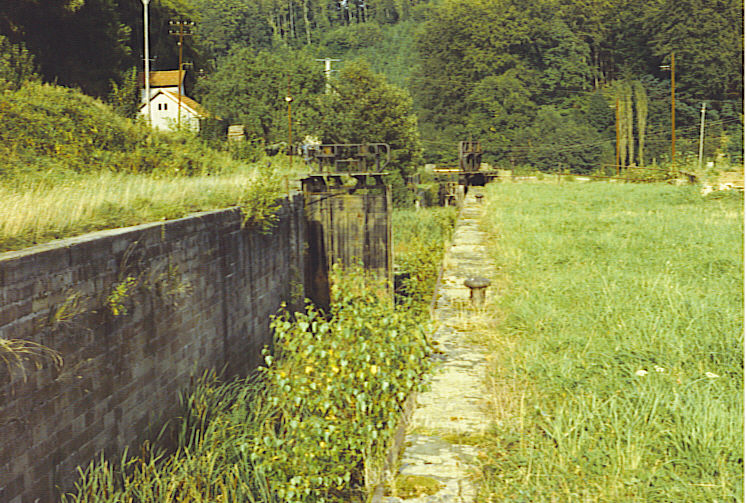
L'échelle d'écluses d'Arzviller, remplacée par le plan incliné.

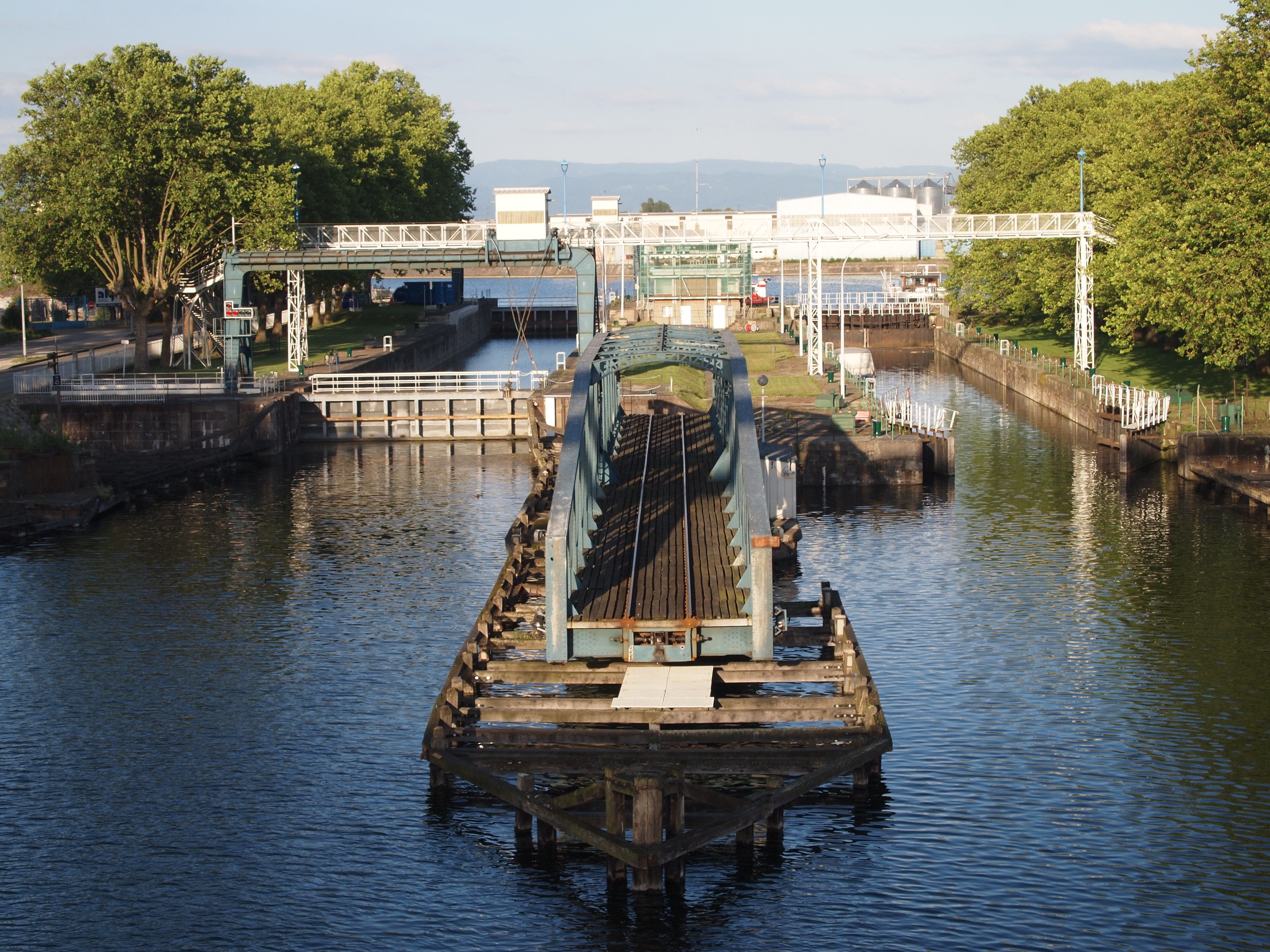
Sortie à Strasbourg.

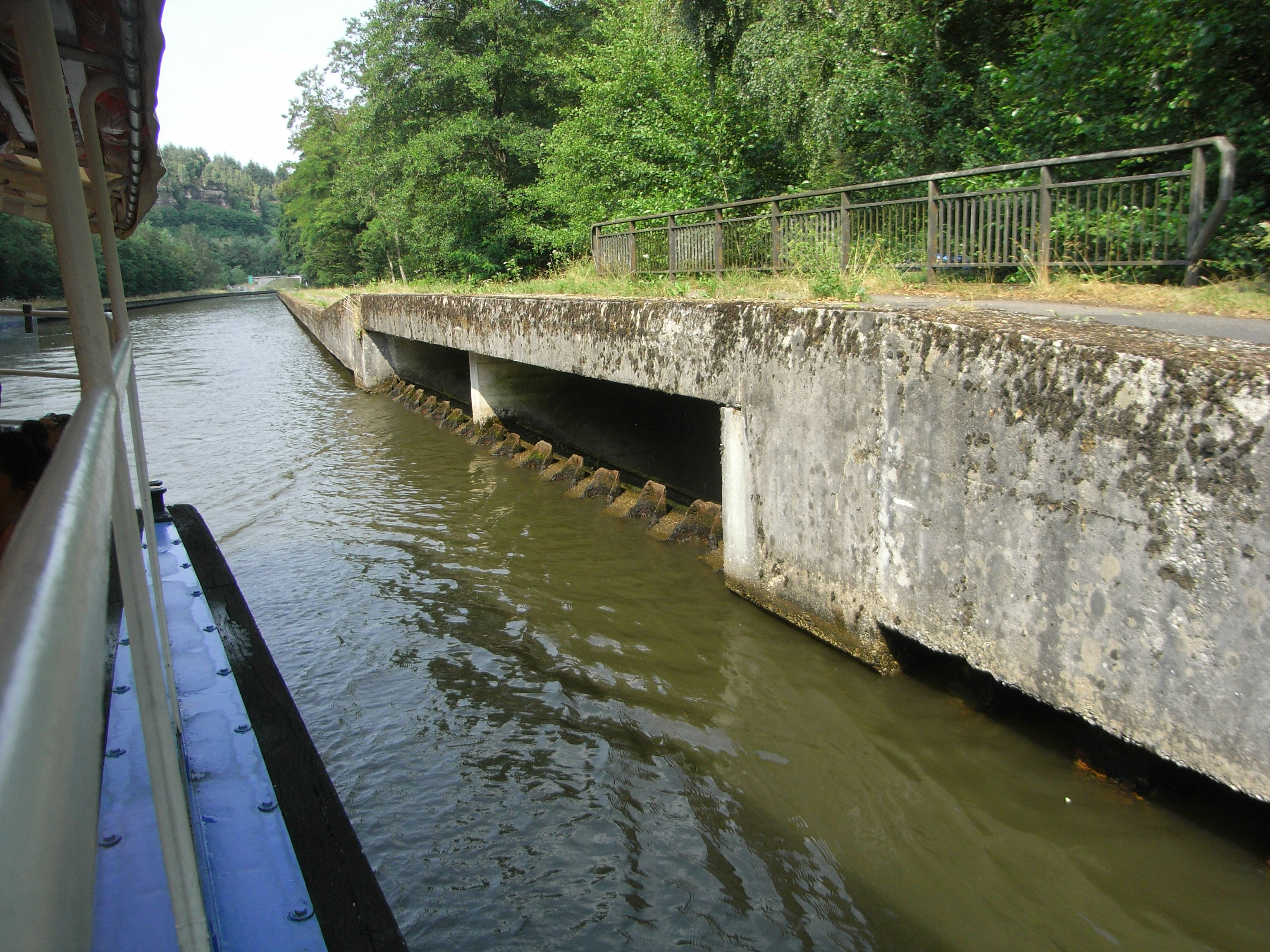
Évacuation du surplus des eaux (bassin bas du plan incliné).

Points traversés par le canal de la Marne au Rhin :
- Vitry-le-François
- Contrisson
- Bar-le-Duc
- Le Tunnel de Mauvages
- Void-Vacon
- Pagny sur Meuse
- Lay Saint-Rémy
- Foug
- Toul
- Liverdun où son ancien cours (avec une voûte et un pont-canal) est abandonné au profit de la Moselle canalisée
- Frouard où il est connecté à la Moselle canalisée dont il emprunte le cours entre Toul et Frouard
- Champigneulles
- Maxéville
- Nancy avec connexion au canal de l'Est par le Canal de jonction de Nancy.
- Jarville-la-Malgrange.
- Laneuveville-devant-Nancy.
- Art-sur-Meurthe.
- Varangéville.
- Dombasle-sur-Meurthe
- Sommerviller.
- Crévic.
- Maixe.
- Einville-au-Jard
- Bauzemont
- Hénaménil
- Parroy
- Mouacourt
- Xures
- Lagarde
- Bourdonnay
- Maizières-lès-Vic
- Moussey
- Réchicourt-le-Château
- Jonction avec le Canal des houillères de la Sarre
- Gondrexange
- Hertzing
- Xouaxange
- Imling
- Hesse
- Buhl-Lorraine
- Héming
- Hommarting
- Schneckenbusch
- Niderviller
- Guntzviller
- Arzviller
- les tunnels de Niderviller, d'Arzviller et le plan incliné de Saint-Louis-Arzviller
- Lutzelbourg
- Saverne
- Hochfelden
- Vendenheim
- Reichstett
- Souffelweyersheim
- Hoenheim
- Bischheim
- Schiltigheim
- Strasbourg

## Faits divers
En 1999, le canal fut au centre d'une affaire criminelle dit "le dépeceur du canal" qui jetait dans les eaux des morceaux de cadavres découpés.